# Friedel Feldkamp
Friedrich „Friedel“ Feldkamp (* 4. April 1930; † 8. September 2017) war ein deutscher Fußballspieler. In den 1950er-Jahren gehörte er als Verteidiger zu den Stammspielern von Rot-Weiß Oberhausen und stieg 1957 mit dem Verein in die erstklassige Oberliga West auf. Feldkamp war der ältere Bruder des Fußballtrainers Karl-Heinz „Kalli“ Feldkamp.

## Karriere
Feldkamp begann das Fußballspielen in der Jugend von Rot-Weiß Oberhausen. Ab 1949 stand Feldkamp im Kader des damaligen Zweitligisten Rot-Weiß Oberhausen und entwickelte sich dort als linker Verteidiger zu einer tragenden Säule der Mannschaft. Zwischen 1951 und 1953 spielte er für den VfR 08 Oberhausen in der Landesliga, bei dem auch schon sein Vater Fritz Feldkamp tätig war, bis er zu RWO zurückkehrte. In der Saison 1956/57 hatte er einen Einsatz im westdeutschen Pokal. In der Saison 1956/57 gelang ihm mit Oberhausen unter Trainer Werner Stahl der Aufstieg in die Oberliga West, die seinerzeit die höchste Spielklasse darstellte. In diesem Team spielte auch sein jüngerer Bruder Karl-Heinz Feldkamp mit; zur Unterscheidung wurde Friedel intern als „Feldkamp I“ und sein Bruder als „Feldkamp II“ bezeichnet. Feldkamp gehörte bis 1961 zum Oberliga-Aufgebot der RWO und absolvierte in der Oberliga West insgesamt 39 Spiele, in denen er fünf Tore erzielte. Im Gegensatz zu seinem vier Jahre jüngeren Bruder galt Friedel Feldkamp als ein ruhiger und bescheidener Spieler. 1957/58 nutzte Karl-Heinz Feldkamp die Ähnlichkeit mit seinem Bruder aus, um einer gelben Karte zu entgehen. Kalli sagte, er sei Friedel. Dieser bemerkte seine „Verwarnung“ erst später.
Er blieb während seiner aktiven Zeit weiterhin berufstätig und arbeitete neben dem Fußball im Hüttenwerk Oberhausen. Nach dem Ende seiner Spielerlaufbahn blieb Feldkamp dem Fußball verbunden. Er spielte noch jahrelang in der Altherren-Mannschaft von Rot-Weiß Oberhausen und versuchte sich auch als Trainer im Oberhausener Amateurfußball. Feldkamp betreute zeitweise den VfR 08 Oberhausen sowie den Post SV Oberhausen als Übungsleiter. Er starb im Alter von 87 Jahren.